# Metro AG

Metro AG logo van 2010 tot 2016, als merk "Metro Group"

Metro AG is een Duits detailhandelsbedrijf dat actief is in de groot- en detailhandel. Het bedrijf is in 1996 ontstaan na de fusie van Kaufhof Holding AG en Asko Deutsche Kaufhaus AG.

## Activiteiten
Metro AG had begin jaren 2010 een omzet tussen de 60 en 65 miljard euro op jaarbasis. Duitsland was de grootste afzetmarkt met een omzetaandeel van 40% in het gebroken boekjaar 2013/14. Overig West-Europa volgde met een kleine achterstand en Oost-Europa was goed voor een kwart van de omzet. In Azië en Afrika werd ongeveer 5% van de omzet gerealiseerd.
METRO Group-bedrijven zijn:
Levensmiddelenzaken, warenhuizen en groothandelsactiviteiten
- Metro Cash&Carry en Makro Cash&Carry (alleen Europese vestigingen). Dit is de grootste activiteit en behaalt een omzet van ongeveer 37 miljard euro, inclusief Real. De ketens zijn actief in 25 landen in Europa en Azië. Het is een groothandel met een breed assortiment voor zakelijke gebruikers.
- Real, een keten van ruim 300 hypermarkten, voornamelijk in Duitsland.
- De warenhuizen van Galeria Kaufhof (Galeria Inno in België) werden in 2015 verkocht aan de Hudson's Bay Company.

Consumenten- en bedrijfselektronica
- Media-Saturn Holding (eigenaar van elektronicadetailhandels Media Markt en Saturn). Beide ketens tellen in totaal zo'n 1000 winkels in 15 landen en zijn in veel landen marktleider op het gebied van consumentenelektronica. De totale jaaromzet is zo'n 22 miljard euro en hier zijn circa 65.000 medewerkers werkzaam.
- Hospitality Digital. Verzorgt software voor de horecasector voor de administratie en boekhouding. In 2022 nam Metro AG ter uitbreiding van deze divisie het Nederlandse bedrijf Eijsink kassasystemen over.[2][3]

In 2018 opende het concern een groot logistiek centrum te Marl.

### Opsplitsing
In 2016 besloot de METRO AG het bedrijf op te splitsen. De levensmiddelen- en groothandelsactiviteiten, Makro en Real, werden in een nieuwe onderneming ondergebracht, met behoud van de naam Metro. De consumentenelektronica van Media-Saturn ging verder als Ceconomy. Het bestuur stelde dat de twee activiteiten weinig met elkaar gemeen hebben en er nauwelijks synergievoordelen waren. De splitsing is in februari 2017 aan de aandeelhouders voorgelegd. Zij kregen aandelen in beide bedrijven naar rato van hun aandelenbelang in de METRO Group. Na goedkeuring duurde het tot juli 2017 voordat de operatie afgerond was.

## Financiële informatie
De jaaromzet van het bedrijf schommelde van 2007 tot 2012 rond de 65 miljard euro. De resultaten stonden vanaf 2014 onder druk door de sterke concurrentie in de diverse sectoren waarbinnen het bedrijf actief is. De daling van de omzet in 2014/15 was vooral het gevolg van de verkoop van Galeria Kaufhof. Deze warenhuizen hadden een jaaromzet van 3 miljard euro.
| Jaar    | Omzet        | Bedrijfsresultaat | Nettoresultaat | Medewerkers (gemiddeld) | Winkels |
| ------- | ------------ | ----------------- | -------------- | ----------------------- | ------- |
| 2003    | 53,6 miljard | 1,32 miljard      | -              | -                       | -       |
| 2004    | 53,5 miljard | 1,72 miljard      | -              | -                       | -       |
| 2005    | 55,7 miljard | 1,74 miljard      | -              | -                       | -       |
| 2006    | 58,3 miljard | 1,93 miljard      | -              | -                       | -       |
| 2007    | 64,2 miljard | 2,08 miljard      | -              | -                       | -       |
| 2008    | 68,0 miljard | 2,23 miljard      | 722 miljoen    | 291.000                 | 2111    |
| 2009    | 65,5 miljard | 2,02 miljard      | 824 miljoen    | 286.000                 | 2127    |
| 2010    | 67,3 miljard | 2,42 miljard      | 1139 miljoen   | 283.000                 | 2121    |
| 2011    | 65,9 miljard | 2,37 miljard      | 979 miljoen    | 281.000                 | 2187    |
| 2012    | 66,7 miljard | 1,98 miljard      | 730 miljoen    | 279.000                 | 2243    |
| 2012/13 | 65,7 miljard | 2,00 miljard      | 580 miljoen    | 273.000                 | 2221    |
| 2013/14 | 63,0 miljard | 1,73 miljard      | 673 miljoen    | 255.000                 | 2200    |
| 2014/15 | 59,2 miljard | 0,71 miljard      | 688 miljoen    | 227.000                 | 2068    |

Het concern heeft een notering aan de beurs in Frankfurt en is opgenomen in de MDAX-beursindex (ISIN: DE0007257503).
Een kleine meerderheid van de aandelen was in 2014 in handen van drie vaste beleggers. Haniel had 30,01% van het stemrecht in handen, Schmidt-Ruthenbeck 15,77% en Beisheim 9,1%.